# 吴石平
吴石平（1964年5月—）出生于湖南省长沙市宁乡县，中华人民共和国政府官员。

## 简介
吴石平大学毕业后，于1982年被分配到地方工作， 1988年加入中国共产党。

## 履历
- 中共宁乡县委副书记[1]